# 新林镇 (林西县)
新林镇，是中华人民共和国内蒙古自治区赤峰市林西县下辖的一个乡镇级行政单位。

## 行政区划
新林镇下辖以下地区：
太平村、五星村、新合村、上升村、鹿山村、七一村、大勿兰村、八一村、毡铺村、大坝村和湖泗汰村。